# دانشگاه قطر

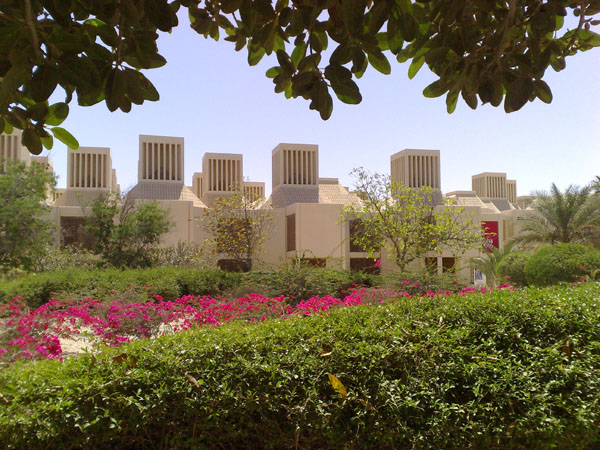
دانشگاه قطر

دانشگاه قطر (عربی: جامعة قطر) یک دانشگاه دولتی در شهر دوحه قطر است.